# 도요노촌 (사이타마현 기타사이타마군)
도요노촌(豊野村)은 사이타마현의 북동부 기타사이타마군에 속했던 촌이다.

## 역사
- 1889년 4월 1일 - 정촌제 시행에 의해 기타사이타마군 도요노촌이 성립하였다.
- 1955년 1월 1일 - 하라미치촌, 겐와촌, 히가시촌과 합병해 오토네촌이 되었다.